# Канзозеро (озеро, Карелия)
Канзозеро — озеро на территории Коткозерского сельского поселения Олонецкого района Республики Карелии.

## Общие сведения
Площадь озера — 0,7 км². Располагается на высоте 85,7 метров над уровнем моря.
Форма озера продолговатая: вытянуто с севера на юг. Берега каменисто-песчаные.
С северо-западной стороны озера вытекает река Канзозерка, впадающая в Коткозеро, откуда через озеро Виллалское, воду попадают в Олонку.
Ближе к южной оконечности озера расположен один некрупный остров без названия.
С юга и востока от озера проходит лесовозная дорога.
Населённые пункты возле озера отсутствуют. Ближайший — деревня Гошкила — расположен в 3 км к северо-западу от озера.
Код объекта в государственном водном реестре — 01040300211102000014862.